# کمیته انقلاب مشروطه

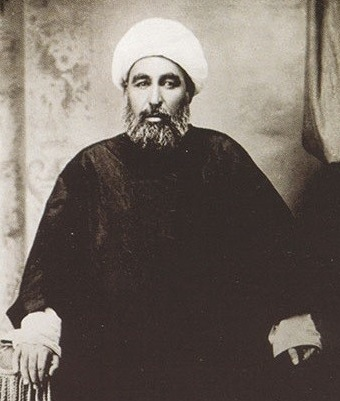
ملک المتکلمین از فعالین پیرو آیین بیانی، ازلی جنبش مشروطه

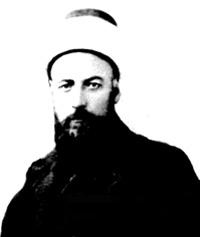
حسن رشدیه از پیشقدمان نهضت فرهنگی ایران و مؤسس مدارس جدید در تبریز و تهران

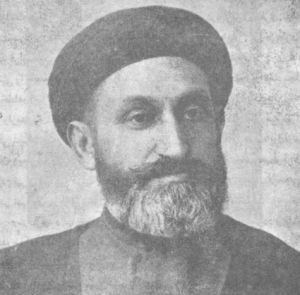
یحیی دولت‌آبادی از فعالین پیرو کتاب بیان، ازلی ^{توضیح}جنبش مشروطه

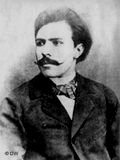
میرزا جهانگیرخان

کمیته انقلاب مشروطه یکی از هسته‌های اولیه شروع جنبش مشروطه بوده و اعضای آن در آغاز، پیشبرد و پیروزی جنبش نقش اساسی داشتند.

## مقدمه
در اواخر سلطنت ناصرالدین شاه، روابط سیاسی و اجتماعی دستخوش تحولات بیشماری بود. از یک طرف ضعف و فساد دستگاه دولت و افراط در ظلم و نفوذ روزافزون بیگانگان و عدم رضایت عمومی و از طرف دیگر بیداری مردم و افزایش آگاهی‌های طبقه روشنفکر، زمینه ساز شکل گیری تشکل‌های ضد استبدادی در میان مردم گردید.
با کشته شدن ناصرالدین شاه و روی کار آمدن مظفرالدین شاه، فساد و ظلم و بیداد افزون گردید و به دلیل بیماری و ضعف وی همه کارهای دربار بدست عین الدوله اداره می‌شد و وی قاطعانه و با خشونت با آزادیخواهان و مشروطه طلبان برخورد می‌کرد.

## نحوه تشکیل
هرچند مجالس کوچک از آزادیخواهان در تهران و شهرهای بزرگ در حال شکل گیری بود ولی ترس از خشونت دربار کسی جرات برگزاری نشست‌های جمعی نمی‌کرد.
گروه مؤسس، در تاریخ ۱۲ ربیع الاول ۱۳۲۲ در اقدامی بی‌سابقه و جسورانه اقدام به دعوت عده‌ای مورد اطمینان نسبی ولی با مرام‌های مختلف نمودند. برای محل تجمع باغ سلیمان خان میکده را در خیابان گمرک که در نقطه‌ای دور قرار داشت انتخاب و به مدعوین توصیه نمودند یک به یک وارد شوند. تمام مدعوین ابتدا به قرآن و پرچم ایران که روی میز قرار داشت قسم خورده و در جلسه حاضر شدند. چند نفر از جمله سید جمال الدین واعظ و ملک المتکلمین و شیخ مهدی شریف کاشانی سخنرانی هائی نموده و سپس قطعنامه‌ای در ۱۸ ماده خوانده و تصویب گردید، مطالب مهم آن در ارتباط با نحوه مبارزه با دربار، جلب نظر روحانیان، روشن کردن افکار عمومی با سخنرانی‌ها در مجالس مختلف و نوشتن و ارسال شرایط و وضع ایران به مطبوعات خارج از کشور بود.

## اعضاء مجمع عمومی
بعضی از افراد حاضر در جلسه:
- ملک المتکلمین
- سید جمال الدین واعظ
- ابوالحسن قاجار (شیخ الرئیس)
- یحیی دولت‌آبادی
- سید محمدرضا مساوات شیرازی
- سید عبدالوهاب اصفهانی
- سید اسدالله خرقانی
- میرزا علی زردوز
- میرزاسلیمان خان میکده
- محمدمهدی شریف کاشانی
- میرزا ابراهیم خان نشاط منشی سفارت فرانسه
- محمد حسین ذکاءالملک
- مجدالاسلام کرمانی
- حاجی سیاح
- میرزا جهانگیرخان صوراسرافیل
- ارباب گیو زردشتی
- میرزا حسن رشدیه

و ۳۲ نفر دیگر

## هیاَت مدیره
در همان جلسه تصمیم گرفته شد هیئت ۹ نفره بشرح زیر انتخاب شوند تا بتوانند راحت‌تر و با آزادی بیشتری جلسات را دور از چشم جاسوسان دربار ادامه دهند.
ملک المتکلمین - سید جمال واعظ - سید محمدرضا مساوات - سید اسدالله خرقانی - ابوالحسن میرزا قاجار - آقا میرزا محسن (برادر صدرالعلما) - سلیمان خان میکده - یحیی دولت‌آبادی - محمدعلی‌خان نصرةالسلطان
مهدی ملک‌زاده از شیخ محمدمهدی شریف کاشانی ریاست این انجمن که به انجمن باغ میکده نام می‌برد.

## به توپ بستن مجلس
نام سید جمال الدین واعظ به همراه ملک‌المتکلمین، میرزاجهانگیرخان، سید محمدرضا مساوات در لیست چهارنفری بود که محمدعلی شاه قبل از به توپ بستن مجلس، درخواست تبعید آن‌ها را از ایران کرده بود.
جمال‌الدین واعظ همراه با ملک المتکلمین رهبریِ گروه‌های بزرگی از مشروطه‌گرایان را به عهده داشت.